# 11 до н. е.

## Події
- Битва при Люпії у ході Римсько-германських війн, перемога римських військ на чолі з Децимом Клавдієм Друзом над германським плем'ям сигамбрів.
- У травні війська Друза форсують Рейн та будують укріплення поблизу сучасних Бонна, Дорстена, Гальтерна та Бергкамена.
- Тиберій придушує повстання в Паннонії та Далмації.
- Пізон придушує повстання у Фракії.
- Консулами Римської імперії обрані Павло Фабій Максим та Квінт Елій Туберон.
- На вимогу Октавіана Августа, чоловіка матері, Тиберій розлучається з Віпсанією Агріппіною та одружується з Юлією Старшою. Віпсанія одружується з Гаєм Азінієм Галлом.
- На Римській агорі в Афінах на пожертви Гая Юлія Цезаря та Октавіана Августа побудована брама Афіни Архегетіс.
- У Римі запроваджену посаду куратора водогонів, який під імператорським контролем слідкував за акведуками, на цю посаду призначений Марк Валерій Корвін Мессала.

## Народились
- Марк Валерій Мессала Мессалін Барбат (†20 або 21 н. е.) — давньоримський політичний діяч, консул 20 року.

## Померли
- Октавія Молодша (* 69 до н. е.) — давньоримський громадський та політичний діяч, сестра Октавіана Августа, внучата небога Гая Цезаря, дружина відомих давньоримських політиків — Гая Клавдія Марцелла та Марка Антонія.